# Жезус, Фабио де
Фабиньо (полное имя Фабио де Жезус, порт. Fábio de Jesus; род. 16 октября 1976, Нова-Игуасу, штат Рио-де-Жанейро, Бразилия) — бразильский футболист, центральный опорный полузащитник.

## Биография
Наибольшую известность получил по выступлениям за ФК «Сантос», в составе которого стал чемпионом Бразилии в 2004 году, а также «Интернасьонал», в котором он выиграл Кубок Либертадорес (сам Фабиньо был удалён в первом финальном матче против «Сан-Паулу») и Клубный чемпионат мира в 2006 году.
В 2007 году Фабиньо помог «Флуминенсе» завоевать Кубок Бразилии, получив, тем самым, путёвку в розыгрыш Кубка Либертадорес 2008. «Флуминенсе» впервые в своей истории пробился в финал крупного международного турнира, однако уступил в серии пенальти эквадорскому ЛДУ Кито.

## Титулы
- Чемпион Бразилии (1): 2004
- Обладатель Кубка Бразилии (1): 2007
- Кубок Либертадорес (1): 2006
  - Финалист Кубка Либертадорес (1): 2008
- Клубный чемпионат мира (1): 2006